# بانکداری الکترونیک در ایران

## پیشینه بانکداری الکترونیک در ایران
ایرانیان سهم بسزایی در تأسیس و گسترش تجارت الکترونیک در دنیا داشته‌اند.
چنان‌که براساس اعلام نشریه بین‌المللی Business Week، پیر امیدیار (Pierre Omidyar) مدیر ایرانی سایت eBay یکی از شاخص‌ترین بنیان‌گذاران تجارت الکترونیک در جهان است و از طریق تأسیس همین سایت، او توانسته میلیون‌ها دلار درآمد سالانه داشته باشد.
جالب اینجا است که نخستین کتاب مربوط به تجارت الکترونیک در سطح خاورمیانه را جناب آقای  دکتر علی صنایعی از اساتید  دانشگاه اصفهان به رشته ی تحریر در آورده که محتوای آن به تأیید انجمن بازاریابی اتحادیه اروپا (EMU) قرار گرفته‌است.
نخستین روستای الکترونیکی خاورمیانه هم توسط ایرانی‌ها ساخته شده و جناب آقای  دکتر علی‌اکبر جلالی از چهره‌های شاخص تجارت الکترونیک در دنیا، این ابتکار را در روستاهای شاهکوه برپا کرده‌است.
با این همه هنوز آیین‌نامه تجارت الکترونیک در ایران، به‌رغم تصویب قانون آن توسط مجلس شورای اسلامی در سال ۸۲ عملیاتی نشده و سهم ایرانی‌ها از تجارت الکترونیک در سطح جهانی کمتر از یک درصد است.
در مورد سابقه فعالیت‌های بانکداری الکترونیک در ایران آن طور که شواهد نشان می‌دهد به پیش از  انقلاب بازمی‌گردد. در آن دوره بانکی به نام بانک تهران با در اختیار گرفتن بین ۷ تا ۱۰ دستگاه خودپرداز در شعبه‌های خود، نخستین تجربه پرداخت اتوماتیک پول را تنها در همان شعب نصب شده، رقم بزنند.
اواخر دهه ۱۳۶۰ بانک‌های کشور با توجه به کاربرد رایانه شخصی و احساس نیاز به اتوماسیون عملیات بانکی به رایانه‌ای کردن عملیات بانکی پرداختند. طرح جامع اتوماسیون بانکی نیز پس از مطالعات و بررسی‌های گوناگون در قالب پیشنهادی برای تحول جامع در برنامه‌ریزی فعالیت‌های انفورماتیکی بانک‌ها به مسئولان شبکه بانکی ارائه شد و با مصوبه مجمع عمومی بانک‌ها در سال ۷۲ طرح جامع اتوماسیون سیستم بانکی شکلی رسمی به خود گرفت.
در همان سال، بانک مرکزی شرکت خدمات انفورماتیک را به عنوان سازمان اجرایی طرح جامع انفورماتیک سیستم بانکی تأسیس کرد.
طی سال‌های ۷۲ و ۷۳ جرقه‌های ایجاد سوئیج ملی جهت بانکداری الکترونیکی زده شد و در همان راستا شبکه ارتباطی بین بانک ملی و فروشگاه‌های شهروند ایجاد شد.
در سال ۱۳۷۹ سازمان گسترش صنایع ایران اقدام به تأسیس شرکت تجارت الکترونیک ایرانیان 
(Iranian Ecomerce Company- IEC) جهت ایجاد شبکه پرداخت کارتی بر اساس مدل رایج بین‌المللی کرد و پس از تأسیس بانک پارسیان در سال ۱۳۸۱ به بانک پارسیان فروخته شد و به شرکت تجارت الکترونیک پارسیان (Parsian Ecomerse Company - PEC) تغییر نام داد. این شرکت از پیشگامان ایجاد شبکه پرداخت در کشور بوده و است.
در خرداد ۱۳۸۱ مجموع مقررات حاکم بر مرکز شبکه تبادل اطلاعات بین بانکی موسوم به  شتاب به تصویب رسید و بدین ترتیب، اداره شتاب بانک مرکزی در یکم تیرماه ۱٣٨۱ با هدف فراهم سازی زیر ساخت بانکداری الکترونیکی تأسیس و مشغول به کار گردید.
شتاب با ایجاد ارتباط بین دستگاه‌های خودپرداز سه بانک، رسماً متولد شد. ( بانک‌های کشاورزی،  توسعه صادرات و صادرات ایران در پایلوت اولیه این طرح حضور داشتند و بانک‌های خصوصی سامان و کارآفرین نیز درخواست کردند که در آزمایش‌های اولیه شتاب، حضور داشته باشند).
در حال حاضر بیشتر بانک‌های ایران به‌طور مستقیم طرح‌های بانکداری الکترونیکی خود را پیش برده و می‌برند.
بانک ملی با طرح سیبا، بانک تجارت با طرح SGB، بانک صادرات با طرح سپهر، بانک رفاه با طرح جاری همراه، بانک کشاورزی با طرح مهر، بانک ملت با طرح جام و بانک‌های خصوصی با طرح بانکداری ۲۴ ساعته و به صورت مجزا و منفرد بانکداری الکترونیکی را در حوزه تحت پوشش خود تجربه کرده و می‌کنند.

## دولت الکترونیک در ایران
شورای‌عالی اداری در ۱۵ تیر ۱۳۸۱ بنا به پیشنهاد سازمان مدیریت و برنامه‌ریزی در راستای تحقق دولت الکترونیک یک مصوبه ۲۱ ماده‌ای را تصویب کرد که مهم‌ترین اهداف این مصوبه را می‌توان چنین برشمرد:
الف) دستیابی به اطلاعات دقیق و به‌هنگام در بخش‌های مختلف اقتصادی، اجتماعی، فرهنگی از طریق اتوماسیون فعالیت‌ها
ب) تسریع در اجرای امور و بهبود کیفیت ارائه خدمت به مردم
ج) افزایش کیفیت تصمیم‌گیری در سطوح مختلف
د) ارائه خدمات غیرحضوری
ه) کاهش هزینه‌ها؛ افزایش کارایی و اثربخشی در بخش‌های مختلف
و) ایجاد گردش سریع و صحیح اطلاعات بین دستگاه‌های اجرایی
این مصوبه در هشت بخش اصلی تنظیم شده‌است که شامل اتوماسیون فعالیت اختصاصی، اتوماسیون فعالیت‌های عمومی، فراگیر کردن بهره‌گیری از شماره ملی و کد پستی، سازوکارهای هدایت و هماهنگی در اجرای مصوبه، آموزش کارکنان در زمینه فناوری اطلاعات، ایجاد امکانات و تسهیلات زیربنایی، فراهم کردن زیربنای حقوقی و محل اعتبار اجرای مصوبه است.

## نگاهی بر اثرات دولت الکترونیک
تأثیر دولت الکترونیک را در دو سطح خرد و کلان می‌توان بررسی کرد:

### سطح کلان (دولت)
۱ - باعث تغییر کارکرد دولت‌ها می‌شود. کالاها و خدمات با هزینه کمتر و سرعت بالاتر ارائه می‌شود اگرچه ممکن است در کوتاه‌مدت هزینه‌بردار باشد اما در بلندمدت باعث کاهش هزینه‌ها برای بانک‌ها یا در سطح کلان برای دولت می‌شود و بسیاری از مشاغل در سطح دولتی حذف و نهایتاً حجم دولت کوچکتر می‌شود.
۲ - دومین اثر در شیوه اداره امور دولتی است به این معنا که شهروندان با دولت در تعامل هستند و رابطه به شکل سنتی یک طرفه نیست. این رویکرد جدید سه پیامد دارد:
الف- اولین جزء آن شامل گردآوری اطلاعات از جامعه جهت تصمیم‌گیری و سیاست‌گذاری از یک طرف و مطلع ساختن عموم از تصمیمات از طرف دیگر می‌باشد.
ب- دومین جزء آن استفاده از فن‌آوری اطلاعات و ارتباطات در جهت تسهیل مشارکت و تبادل نظر عموم مردم در راستای سیاست‌گذاری عمومی و تعیین اولویت‌های استراتژیک در تصمیم‌گیری‌های دولتی می‌باشد.
ج- سومین عنصر و پیشرفته‌ترین آن استفاده از فن‌آوری اطلاعات و ارتباطات جهت انتخاب نمایندگان سیاسی و فرآیندهای مردم‌سالار می‌باشد که همان دموکراسی الکترونیکی است.

### سطح خرد (سازمان‌ها-کارکنان و مدیریت)
ساختارهای سازمانی تغییر پیدا می‌کنند و از حالت عمودی به صورت کاملاً افقی درمی‌آیند و مرزها و واحدهای سازمانی کم‌رنگ‌تر می‌شوند و به حضور دائمی و فیزیکی کارمندان نیازی نیست و می‌توان از نیروی فکر آن‌ها بیشتر استفاده کرد.
نکته پایانی اینکه به‌رغم ارتقای دوپله‌ای جایگاه ایران در رده‌بندی تجارت الکترونیکی جهان طی سه سال گذشته و به‌رغم آنکه اقدامات مؤثری در زمینه رشد و گسترش تجارت الکترونیک در ایران انجام شده‌است، اما به نظر می‌رسد تلاش‌های صورت گرفته در این خصوص هنوز و همچنان ناکافی است.
بسیاری از کارشناسان و خبرگان عرصه تجارت الکترونیک ۵ نقطه ضعف عمده را برای گسترش تجارت الکترونیک در ایران ارائه می‌کنند که عبارتند از: وجود تعرفه‌های گمرکی بالا در نظام تجاری ایران، نرسیدن به نقطه دلخواه در زمینه تشکیل و ترویج دولت الکترونیک، نبود سیستم توزیع و عدم دسترسی کارت‌های اعتباری بین‌المللی از جمله ویزا، مستر کارت و … ضعف سیستم بانکی کشور در خصوص بهینه‌سازی سیستم بانکداری الکترونیکی که امیدواریم با توجه دقیق دولت محترم نهم به گسترش بانکداری الکترونیک به این مهم دست یابیم و شاهد رشد بانکداری الکترونیک در ایران عزیز باشیم.